# 開特利茲冰川
開特利茲冰川（英語：Koettlitz Glacier）是南極洲的冰川，位於莫寧火山和迪斯卡弗里火山以西，發源自庫克斯山附近，向東北方向流經布朗半島和大陸之間，最終注入麥克默多灣的冰架。
78°15′S 164°15′E / 78.250°S 164.250°E